# المؤسسة المصرفية الأهلية

المؤسسة المصرفية الأهلية هي أحد المؤسسات المالية العاملة في ليبيا ويقع مقرها الإداري في حي الظهرة بمدينة طرابلس .

## التأسيس
تأسست المؤسسة المصرفية الأهلية سنة 1993 ،وقد كان الغرض من إنشائها الإشراف والرقابة على المصارف الأهلية الليبية ومتابعة كافة أوجه نشاطها والتنسيق بينها وبين المصارف التجارية ومصرف ليبيا المركزي وتقديم المشورة الفنية والتخصصية للمصارف الأهلية بما في ذلك التعامل مع المصارف والمؤسسات المالية بالخارج بالإضافة إلى إدارة الأموال والموارد المالية المفترضة والمخصصة من المجتمع للمصارف الأهلية طبقا للقواعد والأوضاع التي يحددها مصرف ليبيا المركزي.
إلا أنه وتنفيدآ لقرار مجلس إدارة مصرف ليبيا سنة 2006 تحولت المؤسسة المصرفية الأهلية إلى مصرف من المصارف العاملة في ليبيا وأدمج فيها نتيجة لذلك (42) اثنان وأربعون مصرفا أهلياً على دفعات وخلال فترات متقاربة بحيث أصبح كل مصرف من المصارف الأهلية المندمجة فرعا للمؤسسة .

## أهداف المؤسسة
كان الهدف الأساسي من إنشاء المؤسسة المصرفية الأهلية :
- تقديم الدعم والمساندة الفنية والتجهيزات اللازمة للمصارف الأهلية.
- الإشراف على هذه المصارف ومتابعة أوجه نشاطها .
- التنسيق بين المصارف الأهلية وبين المصارف الأخرى العاملة بليبيا .
- إدارة الأموال التي يتم تخصيصها للمصارف الأهلية .

## الدمج
نظرآ لبعض الظروف التي مرت بها بعض المصارف الأهلية صدر قرار محافظ مصرف ليبيا المركزي بتاريخ 8/2/2006 بشأن اعتماد اندماج بعض المصارف الأهلية في المؤسسة والإذن لها بممارسة أنشطة المصارف التجارية وفقآ للقانون رقم 1 لسنة 2005 ف بشأن المصارف حيث تم اعتماد النظام الأساسي للمؤسسة على أساس أنها مصرف تجاري والمصارف الأهلية المندمجة فيها تصبح فروع لها .

## المكاتب
مكتب المؤسسة بنغازي
مكتب المؤسسة سبها

## الفروع
الفرع الرئيسي - طرابلس
فرع سبها
فرع الخمس
فرع طبرق
فرع شحات
فرع درنة
فرع البيضاء
فرع طبرق
فرع الأبيار العقورية
فرع القبة
فرع الكفرة
فرع سبها
فرع الشاطي
فرع البوانيس
فرع غات
فرع الجفرة
فرع سرت
فرع تاورغاء
فرع مصراتة
فرع زليتن
فرع سوف الجين

فرع مسلاتة
فرع ترهونة
فرع اجدابيا
فرع رأس الغزال
فرع تاجوراء
فرع سوق الجمعة
فرع جنزور
فرع قصر بن غشير
فرع الزاوية
فرع صرمان
فرع صبراتة
فرع غريان
فرع مزدة
فرع نالوت
فرع جادو
فرع يفرن
فرع الزنتان
فرع الصيعان
فرع قيمينس
فرع غدامس

## الوكالات
وكالة الجديدة سبها
وكالة ماجر زليتن
وكالة امعيتيقة /سوق الجمعة
وكالة عين زارة / سوق الجمعة
وكالة وادي الربيع / سوق الجمعة
وكالة سوق الخميس
وكالة سيدي السايح
وكالة صلاح الدين

## المراسلين الخارجيين
المصرف الليبي الخارجي 
مصرف اليوباف ( UBAF ) الدولي 
المصرف العربي للإستثمار والتجارة الخارجية 

## المصدر
موقع المؤسسة المصرفية الأهلية

## وصلات خارجية
موقع المصرف الليبي الخارجي
موقع مصرف اليوباف ( UBAF ) الدولي
موقع المصرف العربي للإستثمار والتجارة الخارجية